# 궁수자리 에타
궁수자리 에타(η Sgr)는 황도대 별자리인 궁수자리 방향에 있는 쌍성계이다. 시차 자료에 따르면 이 별은 지구로부터 약 146 광년 (45 파섹) 떨어진 곳에 있다.

## 항성계
항성계의 주성 궁수자리 에타 A는 분광형 M2 III의 적색 거성이다. 이 별은 진화하여 현재 중심핵에 있는 수소와 헬륨을 소진한 점근거성가지 단계에 있다. A는 산소가 풍부한 불규칙 변광성으로 분류되며 겉보기 등급이 3.08 ~ 3.12 사이에서 맥동한다. A의 각지름은 11.9 ± 2.1 mas이다. A까지의 거리로 보아 이 별의 반지름은 태양의 약 57 배이다.
반성 궁수자리 에타 B는 1879년 미국 천문학자 S. W. 번햄이 최초로 기록했다. A와 B는 공통의 고유운동을 공유하므로 서로 중력에 의해 묶여 있을 가능성이 높다. 반성은 겉보기 등급 7.77로 F형 주계열성으로 보인다. 주성으로부터 방위각 108° 위치에 3.6 초각만큼 떨어진 거리에 자리잡고 있다. B는 적색 거성인 주성으로부터 약 165 천문단위 떨어져 있으며 두 항성은 최소 1270년에 1회 서로를 공전하고 있다.
우리은하라는 맥락 안에서 보면 궁수자리 에타 계는 '희미하고 오래된 원반 무리'의 구성원이다. 고유운동 때문에 이 별은 주후 6300년 경 북쪽왕관자리 영역으로 이동할 것이다. 에타 계와 물리적으로 묶여 있지 않은 안시 동반성 두 개가 있다. 첫 번째는 10등급 밝기에 주성으로부터 방위각 303도 위치에 93 초각 떨어져 있다. 이보다 어두운 두 번째 반성은 주성으로부터 방위각 276도 위치에 33 초각 떨어져 있다.

## 이름과 어원
- 에타 항성계는 궁수자리 감마, 델타, 엡실론과 함께 '알 나암 알 와리드'(النعم الوارد, '나아가는 타조들') 별자리를 구성한다.[15] 《기술 보고서 33-507 - 537개의 이름이 붙은 항성들을 포함하는 성표》에 따르면 '알 나암 알 와리드' 또는 나말와리드가 이 별의 이름이었다.[16]
- 알 악사시 알 무아케트 성표에서 이 별의 이름은 '라바 알 와리다' 또는 '라비 알 와리다'로 그 뜻은 '와리다에서 네 번째'이다.[17]
- 중화권에서 궁수자리 에타는 기(箕)에 속해 있다. 기는 에타 외에 궁수자리 감마, 델타, 엡실론으로 이루어져 있다. 이들 중 에타만을 일컫는 명칭은 기수4(宿四C)이다.[18]
- 인도에서는 궁수자리의 일부분을 코끼리 형상으로 인식했는데 궁수자리 에타는 코끼리의 꼬리 부분이다.[19]